# Thoissey (tổng)
Tổng Thoissey là một tổng của Pháp nằm ở tỉnh Ain trong vùng Rhône-Alpes.

## Địa lý
Tổng này được tổ chức xung quanh Thoissey ở quận Bourg-en-Bresse. Độ cao ở đây từ 167 m (Saint-Didier-sur-Chalaronne) đến 267 m (Valeins) với độ cao trung bình 206 m.

## Hành chính
| Giai đoạn | Ủy viên           | Đảng | Tư cách |
| --------- | ----------------- | ---- | ------- |
| 1992      | Pierre Montagnier | UDF  |         |
| 1998      | Pierre Montagnier | UDF  |         |
| 2004      | André Philippon   | DVG  |         |

## Số đơn vị
Tổng Thoissey groupe 12 xã và có dân số 12 005 dân (theo điều tra dân số năm 1999, số lượng không tính trùng).
| Xã                           | Dân số | Mã bưu chính | Mã insee |
| ---------------------------- | ------ | ------------ | -------- |
| Garnerans                    | 565    | 01140        | 01167    |
| Genouilleux                  | 399    | 01090        | 01169    |
| Guéreins                     | 1 065  | 01090        | 01183    |
| Illiat                       | 466    | 01140        | 01188    |
| Mogneneins                   | 572    | 01140        | 01252    |
| Montceaux                    | 908    | 01090        | 01258    |
| Montmerle-sur-Saône          | 2 830  | 01090        | 01263    |
| Peyzieux-sur-Saône           | 337    | 01140        | 01295    |
| Saint-Didier-sur-Chalaronne  | 2 259  | 01140        | 01348    |
| Saint-Étienne-sur-Chalaronne | 1 179  | 01140        | 01351    |
| Thoissey                     | 1 358  | 01140        | 01420    |
| Valeins                      | 67     | 01140        | 01428    |

## Biến động dân số
| 1962                                                     | 1968  | 1975  | 1982  | 1990   | 1999   |
| -------------------------------------------------------- | ----- | ----- | ----- | ------ | ------ |
| 7 236                                                    | 7 825 | 8 105 | 9 344 | 10 668 | 12 005 |
| Nombre retenu à partir de 1962 : dân số không tính trùng |       |       |       |        |        |